# Arrayou-Lahitte
Arrayou-Lahitte är en kommun i departementet Hautes-Pyrénées i regionen Occitanien i sydvästra Frankrike. Kommunen ligger i kantonen Lourdes-Est som tillhör arrondissementet Argelès-Gazost. År 2022 hade Arrayou-Lahitte 99 invånare.

## Befolkningsutveckling
Antalet invånare i kommunen Arrayou-Lahitte
| Referens: INSEE |